# Paddle tennis
Paddle tennis, kallas även "padder tennis", möjligen refererande till racketen som påminner om en paddel. Amerikansk hybridform av lawn tennis som spelas på banor som är betydligt mindre än vanliga tennisbanor.
Paddle tennis uppfanns 1898 av den i New York verksamme prästen Frank Peer Beal. Hans tanke var att erbjuda det stora antalet fattiga barn på nedre Manhattan ett meningsfullt tidsfördriv, men också ett portabelt spel som kunde tjäna som introduktion till lawn tennis. Han utformade därför spelet i stort sett som en kopia av tennis, men med planens mått krympta till 15,74 x 6,1 meter (50 x 20 feet). Det enkelt flyttbara nätet har en höjd av 0,76 meter. På flera ställen i New York lät han anlägga banor och spelet blev snabbt etablerat. 
Bollarna är samma som används i tennis men racketarna är kortskaftade, från början av trä, numera av grafit, med huvudet format som en spade eller "paddel". Reglerna är i princip som de för tennis, men man har bara en chans att serva. Serve som "touchar" nätkanten är spelbar. Samma regler gäller också i stort sett för platform tennis, som även har inslag bland annat av real tennis. Platform tennis utvecklades direkt ur paddle tennis. 
Den första turneringen hölls 1922, varefter populariteten snabbt ökade. År 1923 bildades the US Paddle Tennis Association (USPTA). Uppgiften för organisationen var att verka för en spridning av spelet, organisera turneringar och också verka för enhetliga regler. Exempel på en tennisspelare som började sin bana som paddletennisspelare är den färgade flerfaldiga Grand Slam-vinnaren i tennis,  Althea Gibson. De båda spelformerna Paddle tennis och Platform tennis har numera, från 1950, en gemensam organisation, American Platform Tennis Association (APTA).
Oenighet om reglerna för paddle tennis uppstod när ordföranden för regelkommittén, Murray Geller, ville omforma spelet för att passa alla åldersgrupper. Frank Beal höll fast vid sin ursprungliga ungdomsprofilering av spelet. Även om många vuxna och äldre i dag spelar paddle tennis lyckades man därför inte åstadkomma enhetliga regler. 
Paddle tennis är spritt till ca 500 städer, och banor är anlagda företrädesvis på skolgårdar eller i gymnastiksalar. De flesta utövare är barn och ungdomar. Populariteten har minskat kraftigt, och framtiden för spelet är osäker. Spelet har fortfarande sin största utbredning i New York, men spelas också i Kalifornien och på några banor i Florida. Man har, till skillnad från platform tennis, inte lyckats etablera en professionell bas för träning och utveckling av spelet. År 2002 startades "paddletennis.biz" (se externa länkar nedan) i Kalifornien, för att bidra till att återetablera spelet.